# Пам'ятки монументального мистецтва Харківської області
| № п/п                 | Охоронний номер пам'ятки | Місце знаходження, (адреса) пам'ятки                                                                                   | Найменування пам'ятки                                                                            | Автор, дослідник пам'ятки. Дата відкриття                   | Матеріал, з якого виготовлений пам'ятник. Основні розміри                          | Категорія охорони пам'ятки | Номер і дата рішення державних органів про взяття пам'ятки під охорону | Охоронна зона                                    |
| Барвінківський район  | Барвінківський район     | Барвінківський район                                                                                                   | Барвінківський район                                                                             | Барвінківський район                                        | Барвінківський район                                                               | Барвінківський район       | Барвінківський район                                                   | Барвінківський район                             |
| --------------------- | ------------------------ | --- | ------------------------------------------------------------------------------------------------ | ----------------------------------------------------------- | ---------------------------------------------------------------------------------- | -------------------------- | ---------------------------------------------------------------------- | ------------------------------------------------ |
| 1.                    | 2514                     | м. Барвінкове, пл. Центральна                                                                                          | Пам'ятний знак воїнам-землякам. 1941–1945 рр.                                                    | Ск. Сова Д. Г., архіт. Антропов А. В., 1989 р.              | Скультура — 3,5 м, бронза. Постамент — 1,5х1,2х1,2 м, граніт. Стела 2,7х14,0х0,5 м | -<< -                      | № 975 від 18.09.97р.                                                   |                                                  |
| 2.                    | 2517                     | м. Барвінкове, центр                                                                                                   | Пам'ятник козаку Івану Барвінку                                                                  | Ск. Овсянкін М. Ф., архіт. Топал О. В.,1993 р.              | Напівфігура-2,4 м, бронза. Постамент — 2,5 м, граніт.                              | -<< -                      | № 975 від 18.09.97р.                                                   |                                                  |
| Богодухівський район  |                          | |                                                                                                  |                                                             |                                                                                    |                            |                                                                        |                                                  |
| 1.                    | 492                      | м. Богодухів, сквер у центрі міста                                                                                     | Пам'ятник Шевченку Т. Г., українському поетові                                                   | Скульптор Блох Л. А. 1933 р.                                | Бюст — 0,5 м, бронза. Постамент — 2,0 м, граніт                                    | -<<-                       | -<<-                                                                   |                                                  |
| 2.                    | 1826                     | с. Заброди Забродівської с/р                                                                                           | Пам'ятник воїнам-односельцям.1941-1945 рр.                                                       | Скульптор Дерегус Н. М., 1978 р.                            | Скульптура — 2,5 м, бронза. Постамент — 0,8 м, граніт                              | -<<-                       | № 328 від 23.05.83 р.                                                  |                                                  |
| Валківський район     |                          | |                                                                                                  |                                                             |                                                                                    |                            |                                                                        |                                                  |
| 1.                    | 2539                     | м. Валки | Пам'ятник Грабовському П. А.- українському поету.                                                | Скульптор — Ястребов І. П., архіт. — Фоменко Н. А., 1990 р. | Скульптура — 3,5 м, мармурова кришка, мідний лист. Постамент — 1,0 м, з/б, плитка  | Місцева                    | № 975 від 18.09.97р.                                                   | 50 м. (Розпорядження ХОДА № 975 від 18.09.97 р.) |
| Зачепилівський район  |                          | |                                                                                                  |                                                             |                                                                                    |                            |                                                                        |                                                  |
| 1.                    | 2555                     | с. Олександрівка Забаринської с/р                                                                                      | Пам'ятник Чайковському П. І., російському композиторові                                          | Скульпт. Федоров В. О., архіт. Фоменко Н. А. 1993 р.        | Скульптура — 2,4 м, бронза. Постамент — 0,15х1,8х1,2 м, бетон                      | Місцева                    | № 975 від 18.09.97р.                                                   | 25 м. (Розпорядження ХОДА № 975 від 18.09.97 р.) |
| Зміївський район      |                          | |                                                                                                  |                                                             |                                                                                    |                            |                                                                        |                                                  |
| 1.                    | 8709- Ха                 | -<<- | Пам'ятник Слюсаренку З. К. — Герою Радянського Союзу. 1941–1945 рр.                              | Скульпт. Лебедева С. Д., архіт. Поляков Л. М. 1950 р.       | Бюст — 1,0 м. Постамент — 3,35х1,0х1,0 м, бронза, граніт                           | Місцева                    | Наказ МКТ України № 453/0/16-11 від 16.06.11.                          |                                                  |
| Кегичівський район    |                          | |                                                                                                  |                                                             |                                                                                    |                            |                                                                        |                                                  |
| 1.                    | 1046                     | смт. Кегичівка, біля залізниці                                                                                         | Пам'ятник Горькому О. М. — російському радянському письменникові                                 | Скульптор Білостоцький А. Ю. 1962 р.                        | Скульптура — 3,0 м. Постамент — 2,8 м                                              | Місцева                    | № 61 від 25.01.72 р.                                                   |                                                  |
| 2.                    | 1047                     | с. Бесарабівка Новопарафіївської с/р                                                                                   | Пам'ятник Хмельницькому Б. М. — гетьману України, державному діячеві і полководцю. 1595–1657 рр. | Скульптор Семенюк В. 1954 р., 1995 р.                       | Бюст — 1,0 м, бронза Постамент — 2,0 м, цегла облицьована мармуром                 | -<<-                       | -<<-                                                                   |                                                  |
| Красноградський район |                          | |                                                                                                  |                                                             |                                                                                    |                            |                                                                        |                                                  |
| 1.                    | 2422                     | м. Красноград, вул. Бєльовська, 88                                                                                     | Пам'ятник Пушкіну О. С., російському поету                                                       | Скульпт. Скобліков О. П., 1986 р.                           | Бюст — 0,8 м, бронза Постамент — 2,2 м, граніт                                     | -<<-                       | № 142 від 20.05.91р.                                                   |                                                  |
| 2.                    | 2423                     | м. Красноград, вул. Бєльовська, 88                                                                                     | Пам'ятник Шевченку Т. Г., українському поетові.                                                  | Скульпт. Скобліков О. П., 1986 р.                           | Бюст — 0,8 м, бронза Постамент — 2,2 м, граніт                                     | -<<-                       | -<<-                                                                   |                                                  |
| Харківський район     |                          | |                                                                                                  |                                                             |                                                                                    |                            |                                                                        |                                                  |
| 1.                    | 99                       | с-ще Докучаєвське Роганської сел/р, біля головного корпусу Харківського сільськогосподарського інституту ім. Докучаєва | Пам'ятник Докучаєву В.В. – російському вченому                                                   | Скульпт. Рябінін М.Л., архіт. Юдкевич З.Д., 1968р. 1980р.   | Бюст - 1,1 м, Постамент - 2,5 м, граніт                                            | Місцева                    | № 61 від 25.01.72р.                                                    |                                                  |
| 2.                    | 2650                     | м. Мерефа Мереф’янської міськ/р                                                                                        | Пам'ятник Сірку І.                                                                               | Скульпт. Шкода В.Д., 1993р.                                 | Бюст - 1,3 м, чавун Постамент - 2,2 м, граніт                                      | -<<-                       | № 830 від 28.09.98р.                                                   | 50 м.Розпорядження ХОДА № 830 від 28.09.98р      |
| 3.                    | 2623                     | -<<-, вул. Леонівська, 82                                                                                              | Пам'ятник Слюсаренку З.К. - Двічі Герою Радянського Союзу                                        | Скульпт. Рідний О.М., 1990р.                                | Бюст - 1,1 м, виколотка з міді Постамент – 2,0 м, обкладений інкерманським каменем | -<<-                       | № 975 від 18.09.97р.                                                   | 25 м. Розпорядження ХОДА № 975 від 18.09.97р     |

## Джерело
Лист Харківської Облдержадміністрації на запит ВМ УА від 28 березня 2012. Файли доступні на сайті конкурсу WLM [Архівовано 26 березня 2018 у Wayback Machine.].